# Haraldstjärnen, Dalarna
Haraldstjärnen är en sjö i Älvdalens kommun i Dalarna och ingår i Dalälvens huvudavrinningsområde. Sjön har en area på 0,159 kvadratkilometer och ligger 609,1 meter över havet.

## Delavrinningsområde
Haraldstjärnen ingår i det delavrinningsområde (683026-138175) som SMHI kallar för Ovan Blålägan. Medelhöjden är 583 meter över havet och ytan är 30,72 kvadratkilometer. Räknas de 8 avrinningsområdena uppströms in blir den ackumulerade arean 111,08 kvadratkilometer. Granan som avvattnar avrinningsområdet har biflödesordning 2, vilket innebär att vattnet flödar genom totalt 2 vattendrag innan det når havet efter 413 kilometer. Avrinningsområdet består mestadels av skog (74 procent) och sankmarker (25 procent). Avrinningsområdet har 0,16 kvadratkilometer vattenytor vilket ger det en sjöprocent på 0,5 procent.